# 데이브 바솔로뮤
데이브 바솔로뮤(Dave Bartholomew, 1918년 12월 24일 ~ 2019년 6월 23일)는 20세기 후반 동안 뉴올리언스의 음악에서 두드러진 미국의 음악가, 밴드리더, 작곡가, 감독, 음반 제작자이다. 원래 트럼펫 연주자, 그는 많은 음악 장르에서, 리듬 앤 블루스, 빅밴드를 포함한, 스윙, 로큰롤, 뉴올리언스 재즈와 딕시랜드가 활발하게 활동했다. 그는 "점프 블루스와 스윙에서 R&B로 이행하는데 있어 핵심 인물로 로큰롤 명예의 전당에 의해 "크레센트시티의 가장 위대한 음악가들 중 하나이자 로큰롤 혁명의 진정한 선구자"로 인용되었다.